# Liste des conseillers départementaux de Seine-et-Marne
 (août 2016).
Pour un article plus général, voir Conseil départemental de Seine-et-Marne.

## Composition du conseil départemental deSeine-et-Marne[1]en 2015 (46 sièges)
| Parti                              | Sigle | Sigle              | Élus |
| ---------------------------------- | ----- | ------------------ | ---- |
| Majorité (38)                      |       |                    |      |
| Groupe Les Républicains - UDI      |       | LR-UDI-RENAISSANCE | 16   |
| Opposition (8)                     |       |                    |      |
| Groupe socialistes et républicains |       | PS                 | 6    |
| Gauche républicaine et communiste  |       | DVG                | 2    |
| Président du Conseil Départemental |       |                    |      |
| Patrick Septiers (UDI)             |       |                    |      |

## Liste des conseillers départementaux deSeine-et-Marneen 2015
| Canton                             | Conseillers départementaux                  | Parti                              |
| ---------------------------------- | ------------------------------------------- | ---------------------------------- |
| canton de Champs-sur-Marne         | Vincent Éblé et Julie Gobert                | Groupe Socialistes et Républicains |
| canton de Chelles                  | Céline Netthavongs et Brice Rabaste         | Groupe Les Républicains - UDI      |
| canton de Claye-Souilly            | Olivier Morin et Véronique Pasquier         | Groupe Les Républicains - UDI      |
| canton de Combs-la-Ville           | Jean La Violette et Virginie Thobor         | Groupe Les Républicains - UDI      |
| canton de Coulommiers              | Yves Jaunaux et Laurence Picard             | Groupe Les Républicains - UDI      |
| canton de Fontainebleau            | Pierre Bacqué et Béatrice Rucheton          | Groupe Les Républicains - UDI      |
| canton de Fontenay-Trésigny        | Jean-Marc Chanussot et Daisy Luczak         | Groupe Les Républicains - UDI      |
| canton de La Ferté-sous-Jouarre    | Martine Bullot et Ugo Pezzeta               | Groupe Les Républicains - UDI      |
| canton de Lagny-sur-Marne          | Geneviève Sert et Sinclair Vouriot          | Groupe Les Républicains - UDI      |
| canton de Meaux                    | Sarah Lacroix et Jêrome Tisserand           | Groupe Les Républicains - UDI      |
| canton de Melun                    | Nathalie Beaulnes-Serini et Denis Jullemier | Groupe Les Républicains - UDI      |
| canton de Mitry-Mory               | Bernard Corneille et Marianne Margaté       | Gauche Républicaine et Socialiste  |
| canton de Montereau-Fault-Yonne    | Andrée Zaïdi et Patrick Septiers            | Groupe Les Républicains - UDI      |
| canton de Nangis                   | Jean-Louis Thiériot et Nolwenn Le Bouter    | Groupe Les Républicains - UDI      |
| canton de Nemours                  | Isoline Millot et Bernard Cozic             | Groupe Les Républicains - UDI      |
| canton d'Osoir-la Ferrière         | Anne-Laure Fontbonne et Jean-François Oneto | Groupe Les Républicains - UDI      |
| canton de Pontault-Combault        | Monique Delessard et Smaïl Djebara          | PS                                 |
| canton de Saint-Fargeau-Ponthierry | Véronique Veau et Jérôme Guyard             | Groupe Les Républicains - UDI      |
| canton de Provins                  | Sandrine Sosinski et Olivier Lavenka        | Groupe Les Républicains - UDI      |
| canton de Savigny-le-Temple        | Cathy Bissonier et Franck Vernin            | Groupe Les Républicains - UDI      |
| canton de Serris                   | Valérie Pottier-Husson et Arnaud de Belenet | Groupe Les Républicains - UDI      |
| canton de Torcy                    | Martine Duvernois et Ludovic Boutillier     | Groupe Les Républicains - UDI      |
| canton de Villeparisis             | Isabelle Recio et Xavier Vanderbise         | Groupe Les Républicains - UDI      |

## Anciens conseillers généraux
- Roger Benenson ;
- Roger Boullonnois ;
- Pierre Brun ;
- Pierre Carassus ;
- Arthur Chaussy ;
- Guy Chavanne ;
- Charles-Félix de Choiseul-Praslin ;
- Joachim Charles Napoléon Clary ;
- Antoine Jean Auguste Durosnel ;
- Guy Geoffroy ;
- Jacques Heuclin ;
- François de Jaucourt ;
- Yves Jégo ;
- Paul Eugène Lanjuinais ;
- Jean-Claude Mignon ;
- Paul Séramy ;
- Jean-Louis Tourteau d'Orvilliers ;
- Alain Vivien ;

### Arrondissement de Melun

#### Canton de Tournan-en-Brie
| Période       | Identité                           | Parti               | Qualité                                   |
| ------------- | ---------------------------------- | ------------------- | ----------------------------------------- |
|               |                                    |                     |                                           |
| Second Empire | Auguste Edmond Petit de Beauverger | Majorité dynastique | Député-maire de Chevry-Cossigny           |
|               |                                    |                     |                                           |
| 1945-1949     | Georges Cognet                     | SFIO                | décédé en cours de mandat                 |
| 1949-1955     | André Picard                       | RPF puis DVD        |                                           |
| 1955-1961     | Henri Beaudelet                    | SFIO                | Maire d'Ozoir-la-Ferrière (1953-1977)     |
| 1961-1973     | René Leblond                       | UNR puis UDR        | Maire de Tournan-en-Brie (1959-1977)      |
| 1976-1998     | Gilbert Pillet                     | DVD                 | Maire de Gretz-Armainvilliers (1971-2001) |
| 1998-2004     | Michel Barret                      | RPR puis UMP        | Maire de Tournan-en-Brie (2002-2006)      |
| 2004-2011     | Jean-Paul Garcia                   | DVD                 | Maire de Gretz-Armainvilliers depuis 2001 |
| 2011-en cours | Laurent Gautier                    | PS                  | Maire de Tournan-en-Brie depuis 2008      |

## Organisation du conseil général deSeine-et-Marne[2]avant 2015
| Président                    |                                                                             |      |  |  |
| Vincent Éblé                 |                                                                             | PS   |  |  |
| Premiers Vice-Présidents     |                                                                             |      |  |  |
| Monique Delessard            | Enfance et petite enfance                                                   | PS   |  |  |
| Jean-Pierre Bontoux          | Jeunesse, sports et prévention spécialisée                                  | PCF  |  |  |
| Bertrand Caparroy            | Territoires ruraux, réseaux numériques et développement des nouveaux usages | PS   |  |  |
| Jean Dey                     | Environnement et Développement durable                                      | EELV |  |  |
| Président délégué            |                                                                             |      |  |  |
| Jacky Laplace                | Personnel, administration générale et questure                              | PS   |  |  |
| Vice-Présidents              |                                                                             |      |  |  |
| Léo Aïello                   | Transports                                                                  | PS   |  |  |
| André Aubert                 | Voirie départementale                                                       | PS   |  |  |
| Lydie Autreux                | Solidarités, santé publique, personnes âgées et handicapées                 | PS   |  |  |
| Michel Bénard                | Bâtiments départementaux et leur conversion écologique                      | PS   |  |  |
| Gérard Eude                  | Développement économique et grands projets d'aménagement                    | PS   |  |  |
| Marie Richard                | Éducation et enseignement supérieur                                         | PS   |  |  |
| Didier Turba                 | Finances et évaluation des politiques publiques                             | PS   |  |  |
| Lionel Walker                | Tourisme, musées et patrimoine                                              | DvG  |  |  |
| Délégués auprès du Président |                                                                             |      |  |  |
| Christian Cibier             | Travaux                                                                     | PS   |  |  |
| Bernard Corneille            | Pôle du Grand Roissy                                                        | PG   |  |  |
| Laurent Gautier              | Politiques sociales territoriales                                           | PS   |  |  |
| Jean-Pierre Guérin           | Vie associative et soutien aux initiatives citoyennes                       | PS   |  |  |
| Claude Jamet                 | Emploi et insertion professionnelle                                         | DvG  |  |  |
| Jean-Jacques Marion          | Relations avec les intercommunalités et affaires européennes                | PS   |  |  |
| Jean-Louis Mouton            | Sécurité civile                                                             | PS   |  |  |
| Michèle Pélabère             | Culture                                                                     | PS   |  |  |
| Maud Tallet                  | Logement et habitat                                                         | PCF  |  |  |